# امتصاص (جلد)
الامتصاص الجلدي هو طريق لدخول المواد إلى الجسم عبر الجلد. إلى جانب الاستنشاق والابتلاع والحقن والطريق الأدمي، يعد الامتصاص الجلدي طريقًا للتعرض للمواد السامة وطريقًا لأخذ الدواء. يعتمد امتصاص المواد عن طريق الجلد على عدد من العوامل أهمها التركيز، ومدة التماس، وانحلالية الدواء، والحالة الفسيولوجية للجلد والجزء المكشوف من الجسم.
الامتصاص الجلدي (عبر الجلد، عبر الأدمة) هو نقل المواد الكيميائية من السطح الخارجي للجلد إلى داخل الجلد والدورة الدموية. يرتبط الامتصاص الجلدي بدرجة التعرض والتأثير المحتمل للمادة التي قد تدخل الجسم عن طريق الجلد. يلامس جلد الإنسان العديد من المواد عن قصد ودون قصد. يمكن أن يحدث الامتصاص الجلدي من التعرض المهني أو البيئي أو الاستهلاكي للمواد الكيميائية أو مستحضرات التجميل أو المستحضرات الصيدلانية. يمكن امتصاص بعض المواد الكيميائية بكميات كافية لإحداث تأثيرات جهازية مؤذية. يعتبر مرض الجلد (التهاب الجلد) من أكثر الأمراض المهنية شيوعًا. من أجل تقييم ما إذا كانت مادة كيميائية قد تسبب التهاب الجلد أو تأثيرات جهازية أخرى وكيف يمكن الحد من هذا الخطر، يجب معرفة درجة الامتصاص، وبذلك، يعتبر التعرض الجلدي جانب رئيسي لتقييم المخاطر على صحة الإنسان.

## العوامل المؤثرة على الامتصاص
بالإضافة إلى الاستنشاق والابتلاع والحقن، يعد الامتصاص الجلدي طريقًا للتعرض للمواد النشطة حيويًا بما في ذلك الأدوية. يعتمد امتصاص المواد عبر الجلد على عدد من العوامل:
- التركيز
- الوزن الجزيئي للدواء [2]
- مدة التماس
- انحلالية الدواء
- الحالة الفسيولوجية للجلد
- الجزء المكشوف من الجسم ويشمل ذلك كمية الشعر على الجلد

بشكل عام، يتبع معدل امتصاص المواد الكيميائية عبر الجلد المخطط التالي من الأسرع إلى الأبطأ: الصفن > الجبين > الإبط ≥ فروة الرأس > الظهر = البطن > راحة اليد = السطح السفلي للقدم.

## الحالات التي تؤثر على امتصاص الجلد
تُمتص العوامل التي تؤذي الطبقة المتقرنة، مثل الحموض القوية، بشكل أسرع من المواد الكيميائية الأخرى. تزيد أذية الجلد الناتجة عن الحروق والسحوج (جروح الحك) والجروح والأمراض الجلدية من الامتصاص. لذلك، قد يكون الأشخاص الذين يعانون من أذية جلدية أكثر عرضة للتأثيرات الضارة للمواد التي تُمتص عبر الجلد. تعمل بعض المذيبات مثل ثنائي ميثيل السلفوكسيد كحوامل وغالبًا ما تستخدم لنقل الأدوية عبر الجلد. يزيد ثنائي ميثيل السلفوكسيد من نفوذية الطبقة المتقرنة. تزيد المؤثرات السطحية، مثل كبريتات لوريث الصوديوم، من اختراقية المواد القابلة للذوبان في الماء للجلد، ربما عن طريق زيادة نفوذية الجلد للماء.

## الاستخدام الطبي لطريق الامتصاص الجلدي
يسمح التطبيق الجلدي لدواء أو مادة كيميائية بالحفاظ على التأثير الموضعي، على عكس الابتلاع أو الحقن. يبدو أن بعض الأدوية تكون أكثر فاعلية (أو أكثر كفاءة) باستخدام طريق الإعطاء الجلدي. تستقلب بعض الأدوية التي يتم تناولها عن طريق الفم بشكل كبير عن طريق الكبد وقد تتعطل فعاليتها، ولكن استخدام التطبيق الجلدي يتجاوز هذه الخطوة الاستقلابية ما يسمح لمزيد من المركبات بالدخول إلى الدورة الدموية المحيطية. إذا كانت امتصاصية الدواء عبر الجلد جيدة، يمكن استخدامه كوسيلة من وسائل العلاج الجهازي. تشمل أشكال الجرعات الجلدية: المروخات، والأقواس، والغسولات، والمراهم، والكريمات، ومساحيق التعفير، والضبوبات، واللصاقات الجلدية. تُستخدم اللصاقات المصممة حاليًا لتطبيق الفينتانيل والنيكوتين ومركبات أخرى. قد يؤدي امتصاص الجلد البطيء مقارنةً بالطريق الفموي أو الحقني إلى السماح للصاقات بالحفاظ على تأثير الدواء لمدة 1 إلى 7 أيام. مثلًا، قد يوفر النيتروغليسرين المعطى عبر الجلد ساعات من الحماية ضد الذبحة الصدرية بينما قد لا تتجاوز فعالية الإعطاء تحت اللسان بضع دقائق.

## قياس درجة الامتصاص الجلدي
يمكن قياس كمية المادة الكيميائية التي يمتصها الجلد بشكل مباشر أو غير مباشر. أظهرت الدراسات وجود اختلافات في امتصاص المواد الكيميائية المختلفة بين الأنواع. قد تعكس القياسات في الجرذان أو الأرانب أو الخنازير الامتصاص لدى الإنسان أو لا تعكسه. تعد معرفة المعدل الذي تخترق به المواد الجلد هامة لتقييم مخاطر التعرض.